# Pycnoclavella kottae
Pycnoclavella kottae är en sjöpungsart som beskrevs av C.S. Millar 1960. Pycnoclavella kottae ingår i släktet Pycnoclavella och familjen Pycnoclavellidae. Inga underarter finns listade i Catalogue of Life.